# Comté de Franklin (Kansas)
Pour les articles homonymes, voir Comté de Franklin.
Le comté de Franklin, en anglais : Franklin County, est l’un des 105 comtés de l’État du Kansas, aux États-Unis. Fondé le 25 août 1855, il porte le nom de Benjamin Franklin.
Siège et plus grande ville : Ottawa.

## Géolocalisation
|                 | Comté de Douglas  | Comté de Johnson |
| Comté d’Osage   | Comté de Franklin | Comté de Miami   |
| Comté de Coffey | Comté d’Anderson  | Comté de Linn    |